# Martin Hoppe

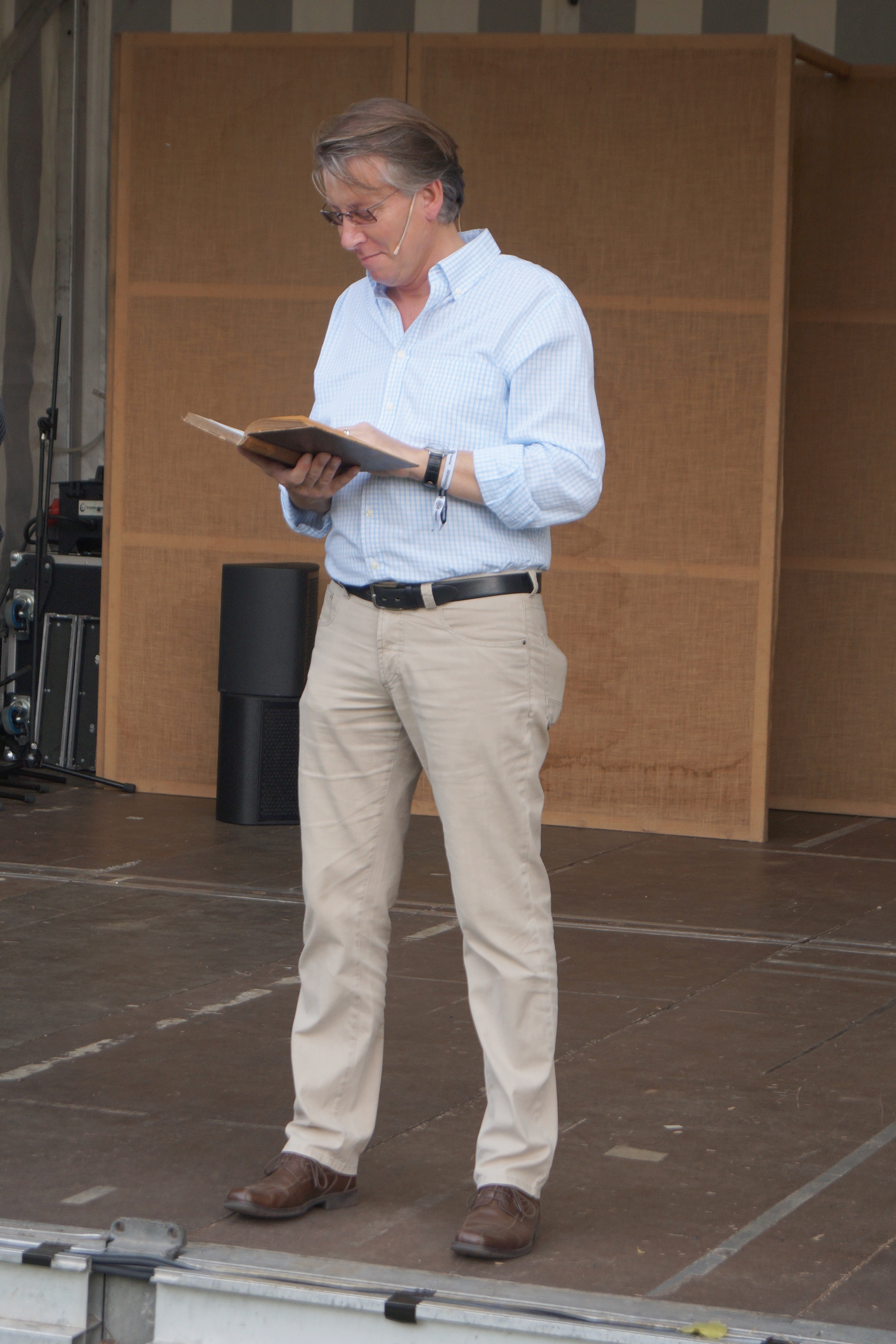
Martin Hoppe bei einer Lesung auf dem Hanauer Bürgerfest 2014.

Martin Hoppe (* 15. Januar 1968 in Hanau) ist ein deutscher Lokalhistoriker und Fachbereichsleiter Kultur der Stadtverwaltung Hanau.

## Leben

### Ausbildung
Der Sohn eines Hanauer Verwaltungsbeamten und einer Großhandelskauffrau besuchte von 1974 bis 1978 die Erich-Kästner-Schule in Hanau und wechselte dann an die Otto-Hahn-Schule, wo er 1987 das Abitur ablegte. Nach seinem Studium an der Verwaltungsfachhochschule Frankfurt arbeitete der Dipl.-Verwaltungswirt (FH) zunächst beim Hanauer Ordnungs- und Umweltamt. 1994 begann er ein weiteres Studium der Gesellschaftswissenschaften (Politologie, Soziologie, Geschichte und öffentliches Recht) und erwarb 1999 an der Universität Frankfurt das Diplom als Politologe.

### Beruf
Bereits seit 1987 arbeitete Hoppe – zunächst ehrenamtlich – als Assistent im Hessischen Puppen- und Spielzeugmuseum bei Ausstellungskonzeption und -durchführung mit, 1989 trat er in den Verein Hessisches Puppen- und Spielzeugmuseum ein. Am 1. November 1997 übernahm er als Nachfolger von Gertrud Rosemann hauptamtlich die Leitung des in Hanau–Wilhelmsbad ansässigen Museums. In zahlreichen Sonderausstellungen und Aktionen im und am Arkadenbau der Wilhelmsbader Kuranlagen präsentierte er die Stellvertreter des Menschen von der Vor- und Frühgeschichte bis heute, erweiterte das Haus um 250 m² Ausstellungsfläche und richtete ein Antikenkabinett ein. Im Mai 2005 wechselte Hoppe wieder zur Stadtverwaltung Hanau, wo er zunächst in der Zentralen Verwaltung, ab 2007 im Fachbereich Stadtentwicklung und Bürgerservice die Stabsstelle Städtepartnerschaften, Stadtgeschichte und Stadtidentität übernahm. Im März 2014 wurde ihm von Oberbürgermeister Claus Kaminsky die Leitung des neu geschaffenen Fachbereichs Kultur, Stadtidentität und internationale Beziehungen übertragen. Zu seinem Aufgabengebiet zählen die allgemeine Kulturverwaltung, Bibliotheken (seit 2015 Kulturforum Hanau), städtische Museen, Kunst und Kultur im öffentlichen Raum und Internationale Beziehungen.

### Ehrenamtliches Engagement
Ehrenamtlich war Hoppe zwischen 1991 und 2001 Schriftführer, zwischen 2001 und 2015 Vorsitzender des Hanauer Geschichtsvereins. In dieser Funktion hat er maßgeblich eine Reihe von Projekten vorangetrieben, darunter die Sicherung und Restaurierung der erhaltenen Grabsteine auf dem Deutschen Friedhof an der Nussallee, für ein Brüder-Grimm-Kulturzentrum (das 2019 als GrimmsMärchenReich im Schloss Philippsruhe eröffnete) und das Moritz-Daniel-Oppenheim-Denkmal in Hanau. Er verantwortete zahlreiche Ausstellungen und über vierzig Publikationen. Darüber hinaus übernahm er die Schriftleitung des Neuen Magazins für Hanauische Geschichte, der Hanauer Geschichtsblätter und Sondereditionen des Geschichtsvereins sowie der Stadt Hanau und organisierte teils internationale Kongresse. Aufgrund der 2014 übernommenen neuen beruflichen Aufgabe kandidierte er im März 2015 nicht mehr für das Amt des Vorsitzenden des Hanauer Geschichtsvereins, ist aber weiterhin Mitglied in dessen Arbeitsausschuss.
Hoppe war u. a. Mitglied in Vorbereitungskomitees der Jubiläen „400 Jahre Neustadt Hanau“ (1997), „700 Jahre Altstadt Hanau“ (2003), „950 Jahre Kesselstadt“ (2009), „200 Jahre Schlacht bei Hanau“ (2013), „700 Jahre Stadtrechte Steinheim“ (2020). Seit 1994 ist er Mitglied im Gesprächskreis Kultur der Stadt Hanau, seit 2003 in der Historischen Kommission für Hessen (2005–2014 im Hauptausschuss) und wurde 2009 vom Hessischen Ministerium für Wissenschaft und Kunst in den Beirat für geschichtliche Landeskunde berufen. Darüber hinaus war Martin Hoppe 2002 Gründungs- und Vorstandsmitglied der Interessengemeinschaft Hanauer Altstadt e.V., 2014 bis 2023 Mitglied im Vorstand der Deutschen Märchenstraße e.V., der Volksbühne Hanau e.V., des Künstlerischen Beirats des Deutschen Goldschmiedehauses und 2018 Mitgründer und Vorstandsmitglied der Kulturloge Hanau e.V.

### Familie
Martin Hoppe ist mit einer Ärztin verheiratet und Vater einer Tochter. Er wohnt in Hanau.

## Auszeichnungen
- 2015 erhielt er den Ehrenbrief des Landes Hessen.

## Schriften (Auswahl)
- Hanauer Straßennamen. Hanau 1991, ISBN 3-87627-426-5
- Nußknacker aus dem Erzgebirge, Sachsen. [eine Ausstellung des Hessischen Puppenmuseums in Hanau-Wilhelmsbad vom 1. November 1998 bis 24. Januar 1999] Hessisches Puppenmuseum Hanau-Wilhelmsbad, 1998, ISBN 3-9804785-9-9
- Wilhelmsbad 1848 – Spielzeug aus der Zeit der Revolution. [eine Ausstellung des Hessischen Puppenmuseums in Hanau-Wilhelmsbad vom 1. März bis 28. Juni 1998] 1998, ISBN 3-9804785-7-2
- August Rühl – Verfasser des Hanauer Ultimatums. In: stadtzeit, Hanau 1998, S. 99ff.
- Unikate und Kostbarkeiten aus Waltershausen: Musterbücher, Musterblätter, Puppen und Spielzeug. [eine Ausstellung des Hessischen Puppenmuseums in Hanau-Wilhelmsbad vom 7. März bis 30. Mai 1999] 1999, ISBN 3-9804785-10-7
- Musolf – Die Kathedrale. Rekonstruktion einer Kinderwelt. (eine Ausstellung des Hessischen Puppenmuseums Hanau-Wilhelmsbad vom 20. Juni bis 22. August 1999), 1999, ISBN 3-934257-02-X
- Mein Lieblingsspielzeug. Hessisches Puppenmuseum Hanau-Wilhelmsbad [Mehrteiliges Werk]
  - Teil 1: Promis und ihre Familienschätze. 1999, ISBN 3-934257-03-8
  - Teil 2: Hanauer und ihre Familienschätze. 2001, ISBN 3-934257-15-1
  - Teil 3: Hessen und ihre Teddybären. 2003, ISBN 3-934257-20-8
- Wilhelm Daniel Ziegler – Musiklehrer und Chronist. In: stadtzeit 2003, S. 213ff.
- Alt-Hanau für Eilige. In: stadtzeit 2003, S. 219ff.
- Schlange, Panther, Vogel, Pferd: mechanische Spielobjekte von Hans Happ (1899–1992). [Eine Ausstellung des Hessischen Puppenmuseums Hanau-Wilhelmsbad vom 16. Mai bis 25. Juli 2004], Hessisches Puppenmuseum, 2004, ISBN 3-934257-22-4
- "Schlage die Trommel und fürchte Dich nicht" – Militärisches Spielzeug im Spiegel der Zeit. [Eine Sonderausstellung des Hessischen Puppenmuseums Hanau-Wilhelmsbad vom 8. August bis 24. Oktober 2004], Hessisches Puppenmuseum Hanau-Wilhelmsbad, Hanau 2004, ISBN 3-934257-23-2.
- Hanau und der Main. Hanau 2005.
- Hanau und die Brüder Grimm. Hanau 2007.
- Gedenkstätte Ehemalige Ghettomauer Hanau. In: Neues Magazin für Hanauische Geschichte. (Mitteilungen des Hanauer Geschichtsvereins 1844 e.V). 2011, S. 195ff.
- Eine bedeutende Fotoschenkung  – Dr. Leo Koref im Bild. In: Neues Magazin für Hanauische Geschichte. (Mitteilungen des Hanauer Geschichtsvereins 1844 e.V., mit Monika Rademacher). 2012, S. 251ff.
- 110 Jahre Hohe Tanne. Hanau 2011.
- 75 Jahre Hanau (mit Roland von Gottschalck), henrich editionen Frankfurt am Main 2020, ISBN 978-3-96320-042-7
- (mit Gerhard Kolberg) Neustadtplan Hanau von Claus Bury. arnoldsche art publishers, Stuttgart 2021, ISBN 978-3-89790-631-0
- Artikelserie „Objekt der Woche“ seit März 2020 auf der Homepage der Museen Hanau.